# Enicospilus henryi
Enicospilus henryi là một loài tò vò trong họ Ichneumonidae.